# Carne seca
La técnica de secar la carne cruda utilizando el sol como deshidratante es una técnica y costumbre primitiva usada por muchas culturas, en diferentes épocas y partes del mundo. Se trata simplemente de un método primitivo que consiste en dejar secar la carne de los animales domesticados o/y de varias especies a través de la deshidratación; existe evidencia arqueológica de que el Hombre de Neandertal secaba en cuevas la carne de mamut, y en algunas regiones de Estados Unidos y en México, originalmente se hacían de carne de burro y caballo.
Este proceso que puede durar días, semanas, meses e incluso años, solo es posible en lugares con clima de estación seca y fresca, dando como resultado un alimento básico con alto valor nutricional.
El método consiste en ir cambiando la carne de posición para facilitar la evaporación, inclusive en ciertas ocasiones puede llegar a realizarse pequeñas perforaciones con el fin de agilizar el secado/madurado o para una mejor penetración cuando se utiliza sal.
Nada aumenta su volumen por ello, estos beneficios han hecho que este sea uno de los principales alimentos de elección para viajeros, exploradores, pueblos cazadores, agricultores de montaña, pastores y nómadas, inclusive como fuente de alimento para los ejércitos (el famoso "kuivaliha" de los soldados finlandeses o "shit on a shingle" de los soldados estadounidenses, ambos productos utilizados durante la Segunda Guerra Mundial).

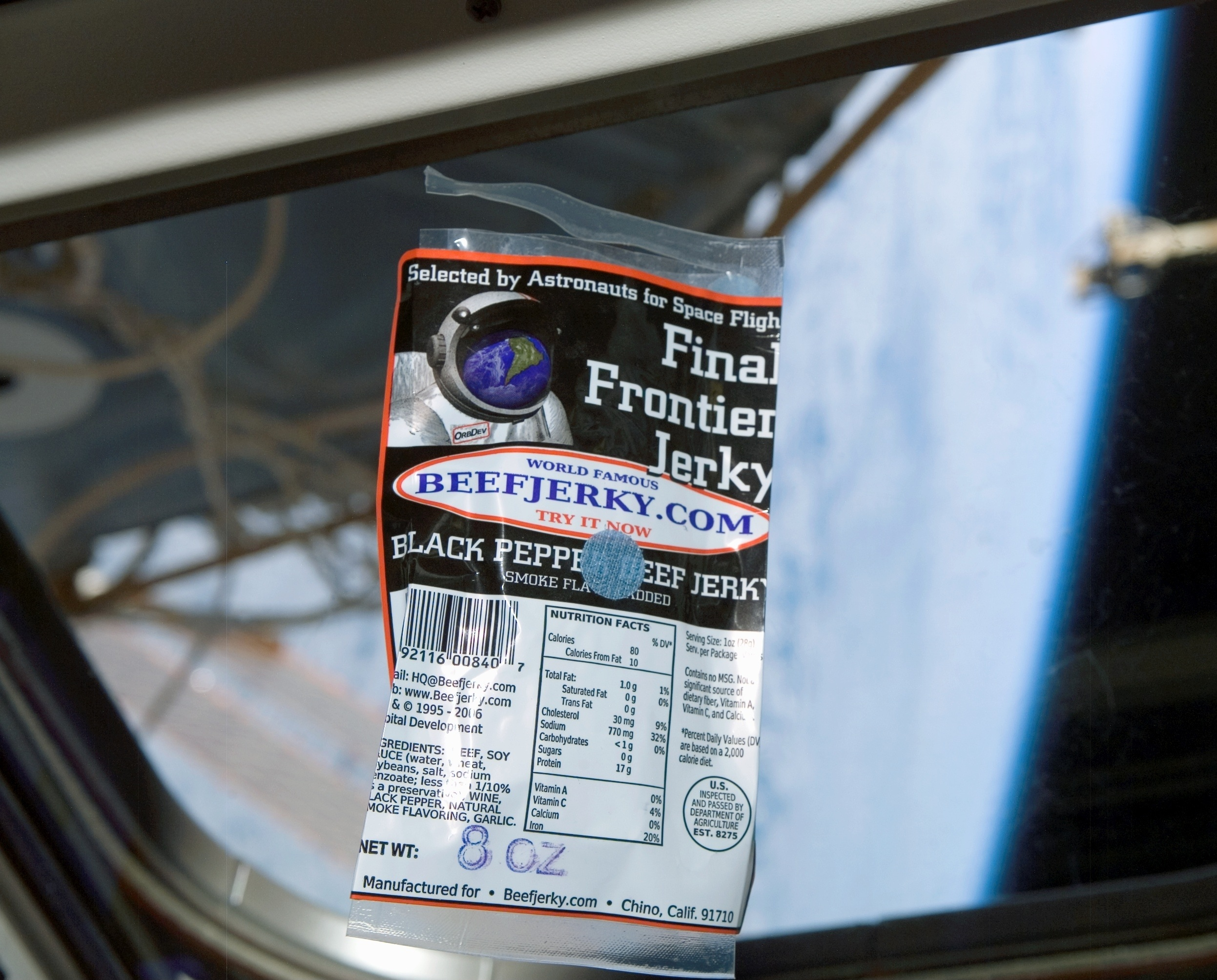
Desde 1996, la carne deshidratada ha sido elegida varias veces por astronautas como comida espacial gracias a su bajo peso y su alto valor nutricional (bajo en grasas y alto en proteínas).

El método del "secado al sol", "secado al aire" o "secado al viento" es el más primitivo; en regiones de América del Sur y en función de la gran disponibilidad de la sal se dio el salado siendo esta técnica mucho más eficiente; posteriormente y más evolucionado devino el ahumado en frío, inclusive el agregado de hierbas aromáticas, especias o condimentos como pimienta, ajíes molidos, nuez moscada, etc. incrementando y mejorando el sabor de la carne deshidratada.
Fue la necesidad de conservar la carne por largos períodos de tiempo debido a la falta de tecnología, de conservantes artificiales y herramientas de refrigeración necesarias. Inicialmente, fue producido en forma individual o artesanal, posteriormente la producción fue desarrollada por carniceros para llegar finalmente a la industria.
Sin necesidad de un lavado previo, muchas veces deshuesada y sin grasa, fileteada, deshebrada en trozos o simplemente en un solo cuerpo, una vez disecada podía transportarse fácilmente o almacenarse por largos períodos de tiempo.
Con el transcurso de los siglos, estos productos resultaron ser ingredientes importantes en la gastronomía de muchas regiones del mundo donde todavía se las consume. Con el curado se mejoraron las técnicas surgiendo así los jamones, embutidos y la industrialización de la producción en ambientes controlados de luz, temperatura y humedad a través de saladeros con técnicas como la liofilización. 
La técnica del "salado" puede realizarse "por salmuera" (que es el más común para los pescados) y "en seco" (que se utiliza más comúnmente para la carne). La diferencia reside básicamente en la técnica de preparación aunque se obtiene prácticamente el mismo resultado: carne seca o deshidratada.

## Clasificación de carnes secas
| Nombre                | Carnes utilizadas                                      | Países donde se consume                                                                                     |
| --------------------- | ------------------------------------------------------ | --- |
| Tasajo                | vacuna                                                 | Península ibérica (España y Portugal) y algunos países de Latinoamérica (México, Venezuela, Panamá)         |
| Tasajo o Salón        | capibara                                               | Venezuela                                                                                                   |
| Oreada                | vacuna                                                 | Santander (Colombia)                                                                                        |
| Jamón y Jamón Ibérico | cerdo (patas traseras)                                 | Península ibérica (España y Portugal)                                                                       |
| Paleta o Paletilla    | cerdo (patas delanteras)                               | Península ibérica (España y Portugal)                                                                       |
| Corned Beef           | ternera (falda)                                        | Reino Unido                                                                                                 |
| Elenski but           | cerdo                                                  | Bulgaria |
| Lacón                 | cerdo (patas delanteras)                               | España (Galicia)                                                                                            |
| Panceta o Bacón       | cerdo (piel y capas debajo de la piel)                 | España y toda América                                                                                       |
| Speck                 | cerdo (patas traseras)                                 | Tirol (alemán, italiano y ladino)                                                                           |
| Prosciutto            | jabalí                                                 | Península itálica                                                                                           |
| Pancetta              | cerdo (Panza de cerdo)                                 | Península itálica                                                                                           |
| Bresaola              | vacuna                                                 | Italia (Valle de Valtelina al norte de Italia)                                                              |
| Skerpikjøt            | cordero o vacuna                                       | Dinamarca                                                                                                   |
| Kuivaliha o kapaliha  | caribú                                                 | Finlandia                                                                                                   |
| Nagelhout             | vacuna                                                 | Países Bajos                                                                                                |
| Bindenfleisch         | vacuna                                                 | Suiza |
| Cecina                | vacuna, chivo/cabra, buey, conejo o liebre             | España (Provincia de León), Ecuador (Provincia de Loja), Brasil, México, Perú (Amazonía peruana) y Paraguay |
| Carne de sol          | vacuna o chivo/cabra                                   | Brasil |
| Pastırma              | vacuna, camello, cordero, cabra/chivo, y búfalo        | Turquía |
| Jerky                 | vacuna (y animales varios)                             | USA,Canadá y México                                                                                         |
| Chipped beef          | buey                                                   | USA |
| Bògoǫ                 | caribú                                                 | Canadá |
| Bacalao en salazón    | pescado                                                | Portugal y colonias portuguesas                                                                             |
| Lahndi                | cordero                                                | Afganistán                                                                                                  |
| Suho meso             | vacuna                                                 | Bosnia y Serbia                                                                                             |
| Khlea o Kilichi       | cordero o vacuna                                       | Marruecos y Nigeria                                                                                         |
| Chalona               | llama, cordero o carnero y puerco                      | Bolivia, Perú, noroeste argentino y Chile                                                                   |
| Charqui               | equino, llama, alpaca, puerco, cordero o carnero y res | Bolivia, Perú, Argentina, Ecuador y Chile                                                                   |
| Borts                 | yak, vacuna, camello o caballo                         | Asia central (Mongolia, Tíbet, Nepal, India y Bután)                                                        |
| Sukuti                | cabra/chivo o búfalo                                   | Nepal |
| Biltong               | vacuna o avestruz                                      | Sudáfrica y Namibia                                                                                         |
| Bakkwa                | cerdo                                                  | China, Malasia, Singapur y Filipinas                                                                        |
| Tapa                  | vacuna, cordero o venado (inclusive pescados)          | Filipinas                                                                                                   |
| Machaca               | vacuna                                                 | México |
| Chito                 | Burro, Caballo, Chivo y Mula                           | México |